# 细胞体
细胞体（英語：soma）简称胞体，是神经元（神经细胞）的结构之一。细胞体的形状近似于球体，直径约为20微米。细胞体由细胞质基质、细胞器与细胞核组成。
细胞体也可指神经胶质细胞的类似结构。

## 功能
携带遗传信息的细胞核位于细胞体中。细胞体中含有核糖体、粗面内质网、滑面内质网、高尔基体，以及线粒体等细胞器，是神经元蛋白质合成的主要场所。在细胞体中合成的蛋白质可通过轴突内部的微管集束运输到轴突远离细胞体的一段，以维持轴突的正常功能。